# Nonô (futebolista nascido em 1940)
Claudionor Franco, mais conhecido como Nonô (Colatina, 13 de fevereiro de 1940) que atuava como zagueiro e lateral-esquerdo.

## Carreira
Começou a jogar futebol no União Atlética Colatina Esporte Clube (UACEC), em sua cidade natal.
Em 1957, foi descoberto pelo Fluminense, se mudou para o Rio e iniciou sua carreira nos juvenis do clube, aos 18 anos, e desde 1959 atuou pelos aspirantes do Tricolor.
Em 1960, participou do pré-olímpico, em abril, e representou o Brasil nos Jogos Olímpicos, realizados em Roma, na Itália.
Em 1964, ganhou a vaga de titular no time que foi campeão carioca daquele ano.
Em abril de 1965, fez 30 dias de testes no Santos, onde chegou junto de seu colega de Fluminense Carlos Alberto Torres.

### Títulos
Fluminense
- Campeonato Carioca: 1964[12][13][15][16][17]

Seleção Brasileira
- Jogos Pan-Americanos: 1959 (Medalha de Prata)[19]